# Paquetá
Paquetá este un oraș în Piauí (PI), Brazilia.